# The Journal of Modern History
The Journal of Modern History (JMH) (en español, La revista de historia moderna) es una revista académica trimestral revisada dedicada a la historia cultural, política e intelectual europea que publica la editorial University of Chicago Press en cooperación con la sección de historia europea moderna de la Asociación Histórica Americana. Los artículos de la publicación abarcan fundamentalmente acontecimientos posteriores al año 1500 sucedidos en toda Europa.

## Editores y junta editorial
La redacción de la Journal of Modern History la realizan John W. Boyer y Jan E. Goldstein (de la Universidad de Chicago). Entre los anteriores redactores de la publicación se encuentran: Sheila Fitzpatrick, Hanna Gris, William Hardy McNeill, y Bernadotte Schmitt.[cita requerida]

## Formato y contenidos
La revista publica artículos y reseñas de libros. De vez en cuando, ha publicado números especiales con todos sus artículos dedicados a temas concretos

## Premio Chester Penn Higby
Chester Penn Higby trabajó en la facultad de historia en la Universidad de Wisconsin-Madison de 1927 a 1956 y fue uno de los fundadores de la Journal of Modern History en 1927. Tras su jubilación, muchos de su antiguos alumnos establecieron un fondo para premiar el mejor artículo publicado en la revista. El premio se concede bienalmente y entre los ganadores se cuentan Jan E. Goldstein, William W. Hagen, Susan Pedersen, y Heinrich August Winkler.